# Raoul Bigot
Pour les articles homonymes, voir Bigot.
Œuvres principales
- Le Mexique moderne (1909)
- Nounlegos (1919)
- L'Étrange matière (1921)

Raoul Bigot, né le 16 juin 1874 au Havre et mort le 30 septembre 1928, est un ingénieur et romancier français.

## Biographie
Originaire du Havre, Raoul Bigot fréquente l'École centrale de Paris (Promotion 1896), puis l'École supérieure d'électricité (Promotion 1898) avant de commencer sa carrière d'ingénieur en 1898 comme spécialiste des munitions. Après avoir dirigé les Établissements Gévelot & Gaupillat, il est nommé en 1900 consul de Belgique à Mazatlán au Mexique. Durant son séjour au Mexique, il écrit un essai sur le pays, Le Mexique moderne (1909).

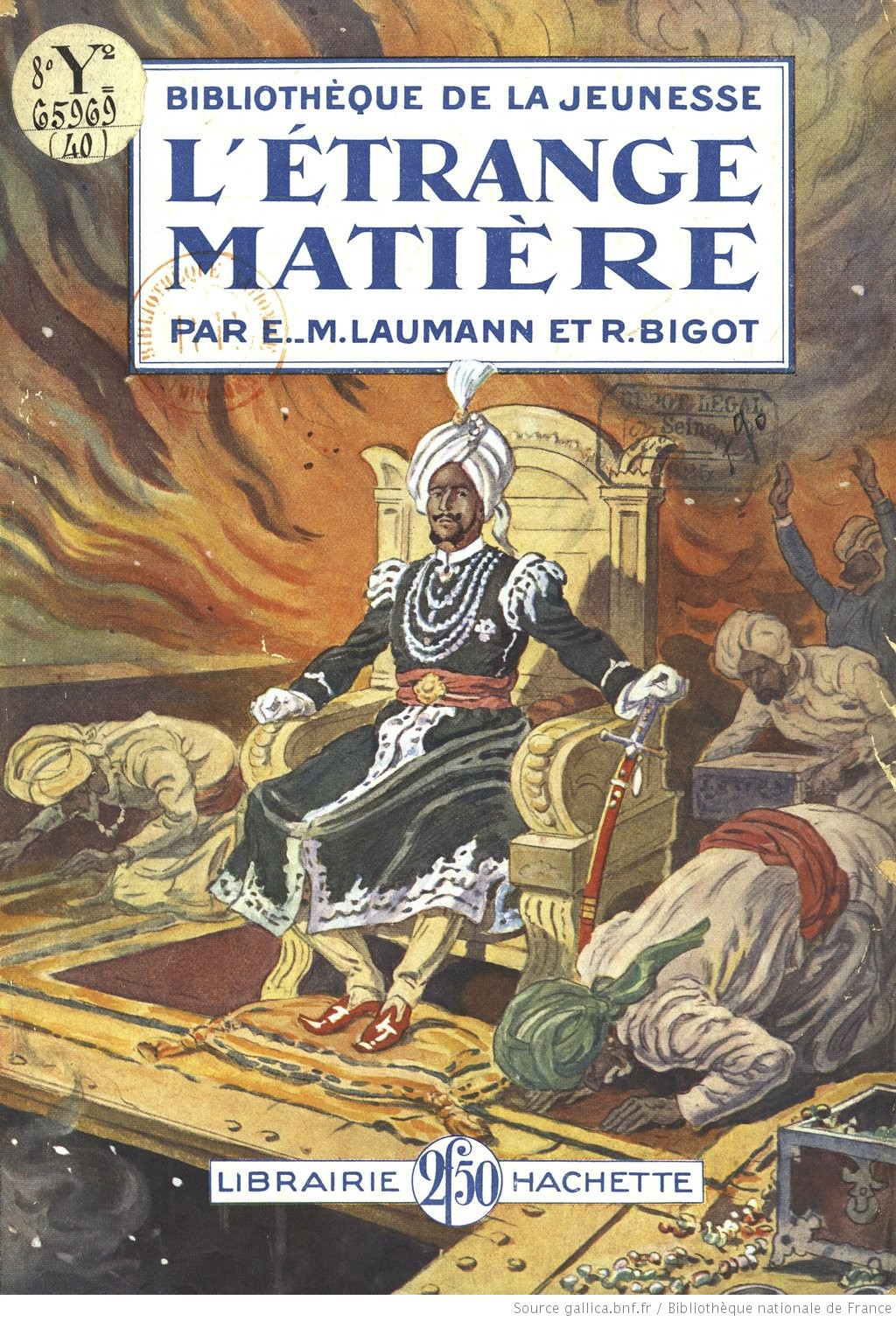
Couverture de René Lelong du roman L'Étrange matière coécrit par Raoul Bigot et Ernest-Maurice Laumann.

Durant la Première Guerre mondiale, il dirige l'atelier de chargement de Saint-Jean-de-Braye dans le Loiret, puis après la guerre, il est nommé directeur de la Société d'entreprises industrielles, puis directeur général de la Société française d'appareillage Gardy. Durant cette période, il s'adonne également à la littérature d'imagination scientifique avec la publication de la nouvelle Le Fer qui meurt (1918) et du roman Nounlegos (L'Homme qui lit dans le cerveau) (1919).
En outre, il s'associe, au début des années 1920, au romancier Ernest-Maurice Laumann pour produire trois autres textes conjecturaux : L'Étrange matière (1921), Dans la cage de verre (1922) et Le Visage dans la glace (1922).